# Nomorhamphus weberi
Nomorhamphus weberi är en fiskart som först beskrevs av Boulenger, 1897.  Nomorhamphus weberi ingår i släktet Nomorhamphus och familjen Hemiramphidae. IUCN kategoriserar arten globalt som sårbar. Inga underarter finns listade i Catalogue of Life.